# St. Peter und Paul (Schierling)

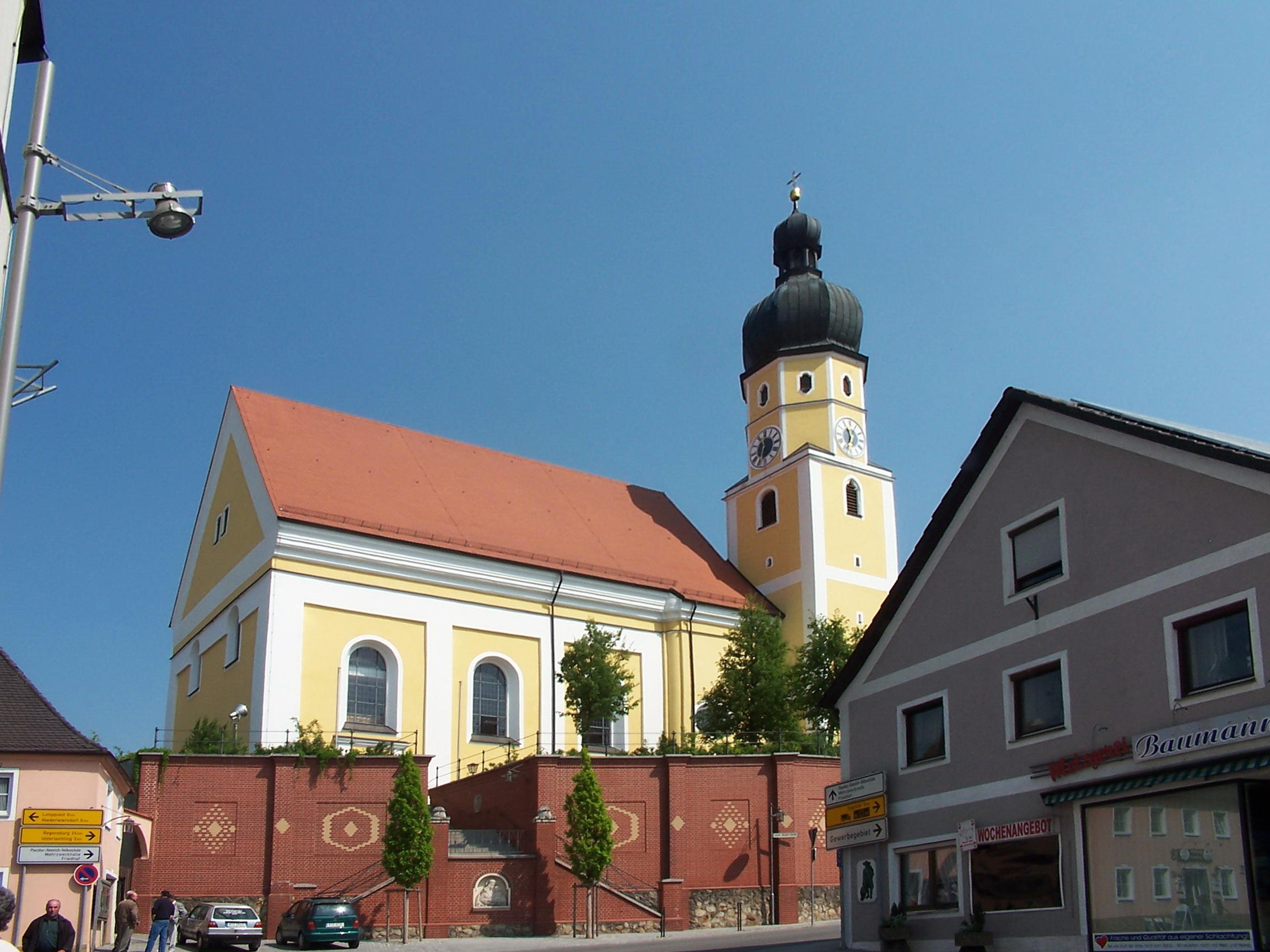
St. Peter und Paul (Schierling)

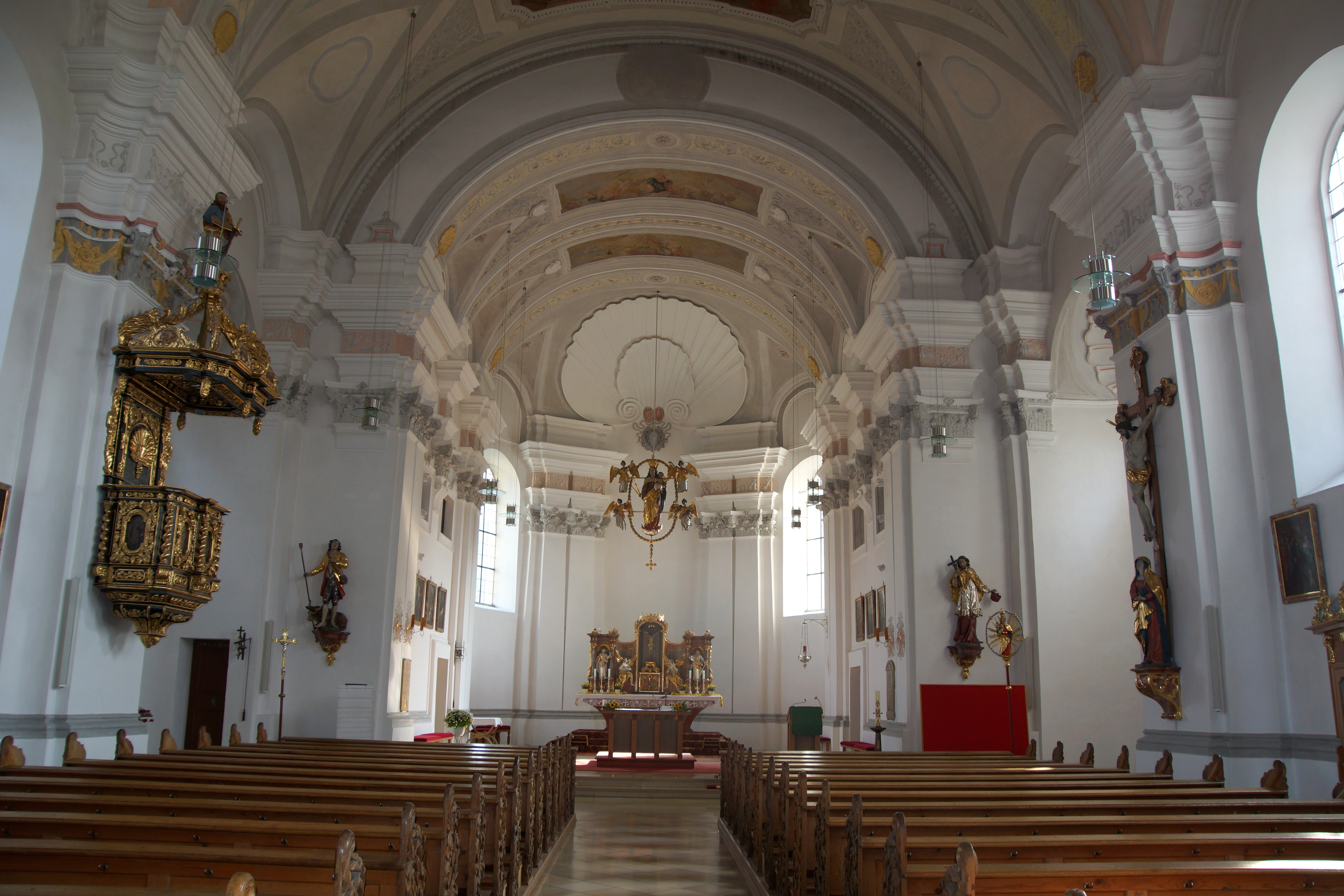
Innenansicht

Die denkmalgeschützte, römisch-katholische Pfarrkirche St. Peter und Paul steht in Schierling, einem Markt im Landkreis Regensburg (Oberpfalz, Bayern). Sie ist dem Bistum Regensburg zugeordnet. Das Bauwerk ist unter der Denkmalnummer D-3-75-196-6 als Baudenkmal in die Bayerische Denkmalliste eingetragen.

## Beschreibung
Die Wandpfeilerkirche wurde ab 1721 unter Beibehaltung der alten Mauern der 1418 gebauten Saalkirche errichtet. Sie besteht aus einem Langhaus zu vier Jochen, einem eingezogenen, segmentbogig geschlossenen Chor im Osten und einem gotischen Chorflankenturm auf quadratischem Grundriss an dessen Südwand, der mit zwei achteckigen Geschossen aufgestockt wurde. Das untere beherbergt die Turmuhr, das obere den Glockenstuhl. Bedeckt wurde er mit einer Zwiebelhaube, die von einer Laterne bekrönt ist.
Bei der Restaurierung 1880/81 wurden die Altäre einschließlich des Hochaltars entfernt. Die Deckenmalereien wurden 1831 von Joseph Anton Merz geschaffen. In ihnen sind der heilige Paulus und der heilige Petrus dargestellt. Die Orgel wurde 2018 von der Arbeitsgemeinschaft des Orgelbauers Claudius Winterhalter und der Thomas Jann Orgelbau errichtet.